# Extrañando casa
Extrañando casa es el primer álbum de estudio de la banda mexicana de pop punk División Minúscula. Fue publicado en 2001. La grabación estuvo a cargo de los integrantes de la banda y la distribución fue hecha por Sones del Mexside en colaboración con Universal Music de México. Se compone de 13 pistas musicales.
Aunque no tuvo un gran desempeño comercial, se le considera uno de los «discos más importantes para el punk rock en México», un «disco que cambió el sentido del rock mexicano». El sonido predominante en el disco es el punk rock, siendo precursor de muchas bandas con gran auge. En 2004 se relanza, pero esta vez contiene material interactivo en los videos de «Cursi» y «Televidente», aparte del extra.

## Antecedentes
Los antecedentes de esta producción musical se remontan a finales de los años 1990, donde 4 estudiantes universitarios se conocen y forman una agrupación de rock. En un principio, la banda se presentaba en escenarios locales, bares y fiestas programadas por sus amistades. Alternaban las presentaciones en varias partes, en Ciudad de México, Guadalajara, San Luis Potosí, entre muchas otras, donde tocaban junto con otras bandas de la escena punk. Antes de sacar el primer material oficial, grabaron dos demos, uno en 1996 y otro en 1998 conformadas por diversas canciones tales como «Dedicación», «Ciclorama», entre otras. Después de 5 años de trabajo lanzaron Extrañando casa (2001), formado de 13 pistas musicales y caracterizado por el sonido punk rock, que en aquella época iba en auge.
En aquel tiempo el grupo no contaba con los recursos suficientes para una producción, motivo por el cual se valieron de amistades y personas que conocieron en varias partes; interpretaban sus canciones en fiestas populares y tocaban en sus casas. Antonio «DJ Toy Selectah» Hernández, quien figuraba como miembro activo de la banda de hip hop Control Machete, también ayudó al grupo por medio de su disquera Sones Del Mexside. A menudo se le considera un material de «culto», en parte, por la forma tan peculiar que había en ese entonces de escuchar su música o de poder obtenerla.

## Crítica
A pesar de no haber logrado un gran impacto comercial, el álbum ha recibido críticas positivas con el transcurrir de los años. Javier Ibarra, de la revista Vice le considera «uno de los discos más importantes para el punk rock en México». Itzel Roldan, del periódico Vanguardia, dijo que gracias a este material discográfico la agrupación mexicana se ganó un «lugar muy importante en el rock mexicano».
Jason Birchmeier, del portal web especializado Allmusic, destacó que en aquella época el sonido de  Extrañando Casa fue «novedoso» ya que era poco común que una banda local (mexicana) tocara punk; también alabó las canciones «Televidente» y «Cursi» ya que fueron «dos sencillos exitosos».

## Lista de canciones
1. «Extrañando casa»
2. «Televidente»
3. «Música»
4. «Feliz 1.er aniversario»
5. «Betty Boop»
6. «Cansado de pedir perdón»
7. «Hombre nuevo»
8. «Radical»
9. «Ideales blancos»
10. «Poliuretano»
11. «Cursi»
12. «Simple»
13. «Todo»

## Personal
- Javier Blake - voz, Guitarra rítmica, teclados, piano, sintetizadores
- Ricci Perez - Guitarra líder
- Alex Luque - bajo, coros
- Alejandro (kiko) Blake - batería, percusión